# Leimbach (Zwitserland)

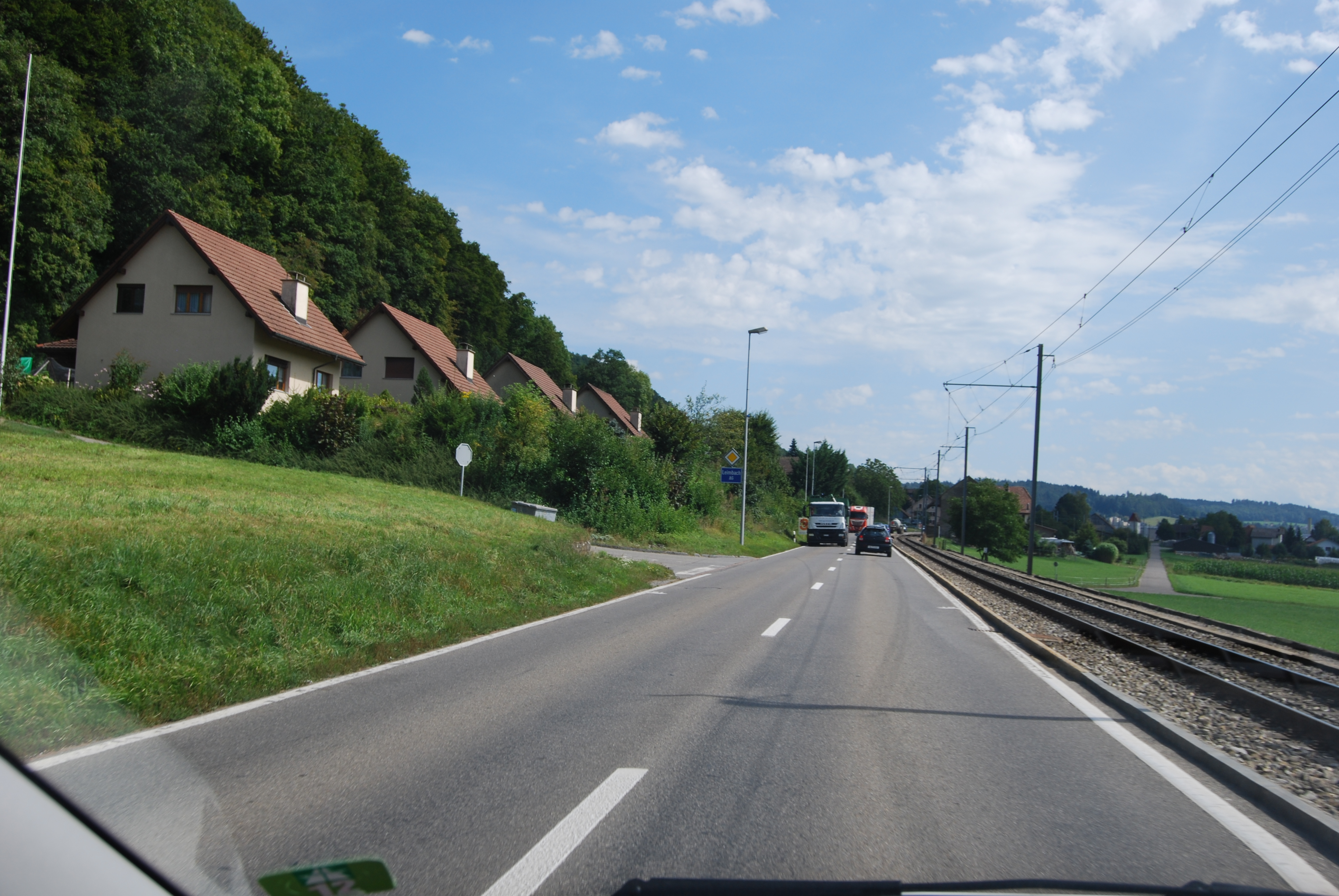
Leimbach

Leimbach is een gemeente en plaats in het Zwitserse kanton Aargau en maakt deel uit van het district Kulm.
Leimbach telt 467 inwoners.